# Live on tape
Das so genannte Live-on-Tape-Verfahren bezeichnet eine TV- oder Radiosendung, die unter Liveübertragungsbedingungen (z. B. mit Publikum und Musikgruppen) aufgezeichnet wird. Diese Aufzeichnung wird zu einem späteren Zeitpunkt ausgestrahlt. In der Regel finden vor der Ausstrahlung der Aufzeichnung geringe Änderungen (z. B. Kürzungsschnitte bei Auf- und Umbauphasen, Tonnachbearbeitung) statt, sodass für den Fernsehzuschauer die zeitliche und räumliche Kontinuität wie bei einer echten Live-Sendung gewahrt bleibt. Beispiele dafür sind das ZDF Magazin Royale, Du gewinnst hier nicht die Million, die heute-show, TV total sowie in der Vergangenheit Circus HalliGalli und Die Harald Schmidt Show. Solche Sendungen werden oftmals nicht live ausgestrahlt, sondern wenige Stunden vor der Ausstrahlung aufgezeichnet.